# Tiger Stadium (LSU)
O Tiger Stadium é um estádio aberto localizado em Baton Rouge, Luisiana, Estados Unidos. É a casa do time de futebol americano da Louisiana State University, o LSU Tigers football. O estádio é conhecido como Death Valley (Vale da Morte).
Tiger Stadium foi fundado em 25 de novembro de 1924 com capacidade para 12 mil pessoas. Obras futuras aumentaram a capacidade para 102.321, fazendo dele o 6º maior estádio da NCAA. 